# Peter Gade
Peter Høeg Gade (ur. 14 grudnia 1976 w Aalborgu) – duński badmintonista, pięciokrotny medalista mistrzostw świata, pięciokrotny mistrz Europy.
Największym jego sukcesem jest srebrny medal mistrzostw świata w 2001 roku (przegrał w finale z reprezentantem Indonezji Hendrawanem). Jest również czterokrotnym brązowym medalistą − w roku 1999 w Kopenhadze, w 2005 w Anaheim, w 2010 w Paryżu oraz w 2011 w Londynie. 
Pięciokrotnie zdobywał mistrzostwo Europy w grze pojedynczej, co jest absolutnym rekordem. Złote medale mistrzostw Starego Kontynentu zdobył w 1998, 2000, 2004, 2006 i 2010 roku.
Trzykrotnie występował w igrzyskach olimpijskich. W 2000 roku, w Sydney zajął 4. miejsce, przegrywając brązowy medal z chińskim zawodnikiem Xia Xuanze, natomiast w trzech kolejnych igrzyskach (2004, 2008, 2012) przegrał swoje ćwierćfinałowe spotkania.